# Kolonga
Kolonga – miejscowość na Tonga, na wyspie Tongatapu. Według danych oficjalnych na dzień 30 listopada 2011 roku liczyła 1168 mieszkańców.